# Bob Drogin
Bob Drogin is een Amerikaanse correspondent nationale veiligheid voor de Los Angeles Times.
Hij is auteur van het in 2007 verschenen boek Codenaam Curveball, waarin het verhaal verteld wordt van de Iraakse informant Rafid Ahmed Alwan, die door de CIA Curveball werd genoemd. De informatie die deze informant verstrekte aan de CIA lag ten grondslag aan de Amerikaanse invasie van Irak in 2003.
Bob Drogin won verscheidene journalistieke prijzen, waaronder de befaamde Pulitzer-prijs.